# اوژن پلوتسک
اِوْژِن پلوتسک (چکی: Evžen Plocek؛ ‏ ۲۹ اکتبر ۱۹۲۹ – ۹ آوریل ۱۹۶۹) یک اصلاح‌طلب کمونیست اهل جمهوری چک بود که به عنوان یک اعتراض سیاسی، با خودسوزی خودکشی کرد. نام او معمولاً همراه با یان پالاخ و یان زائیتس که خودسوزی‌های‌های مشابهی برای اعتراضات سیاسی خود انجام داده بودند، ذکر می‌شود با آنکه مرگ او، مانند مرگ آن دو توجه گسترده‌ای را به خود جلب نکرد.
او در آدینه نیک ۴ آوریل ۱۹۶۹ و چند ماه پس از حمله پیمان ورشو به چکسلواکی، خود را در اعتراض به تعدی و ستیزه‌جویی‌های اتحاد جماهیر شوروی سوسیالیستی در چکسلواکی در «میدان میرو» به آتش کشید. او چهارمین فردی بود که پس از ریشارد شیویتس، یان زائیتس و یان پالاخ در حرکتی اعتراضی با خودسوزی خودکشی نمود. رژیم وقت اجازه نداد علت مرگ وی رسانه‌ای شود و آنرا خودکشی جلوه دادند.